# 1920年至1921年香港甲組足球聯賽
1920–21年香港甲組足球聯賽（英語：Hong Kong First Division Football League），是第 13 屆香港甲組足球聯賽，本屆聯賽共有 9 隊參賽球隊，冠軍是威路沙陸軍，他們第 1 次贏得港甲冠軍。

## 外部連結
- 香港足球總會官網（页面存档备份，存于）
- 香港甲組足球聯賽 歷屆冠軍（页面存档备份，存于）